# Neodiprion dubiosus
Neodiprion dubiosus är en stekelart som beskrevs av Schedl. Neodiprion dubiosus ingår i släktet Neodiprion och familjen barrsteklar. Inga underarter finns listade i Catalogue of Life.